# Razavi Horászán tartomány

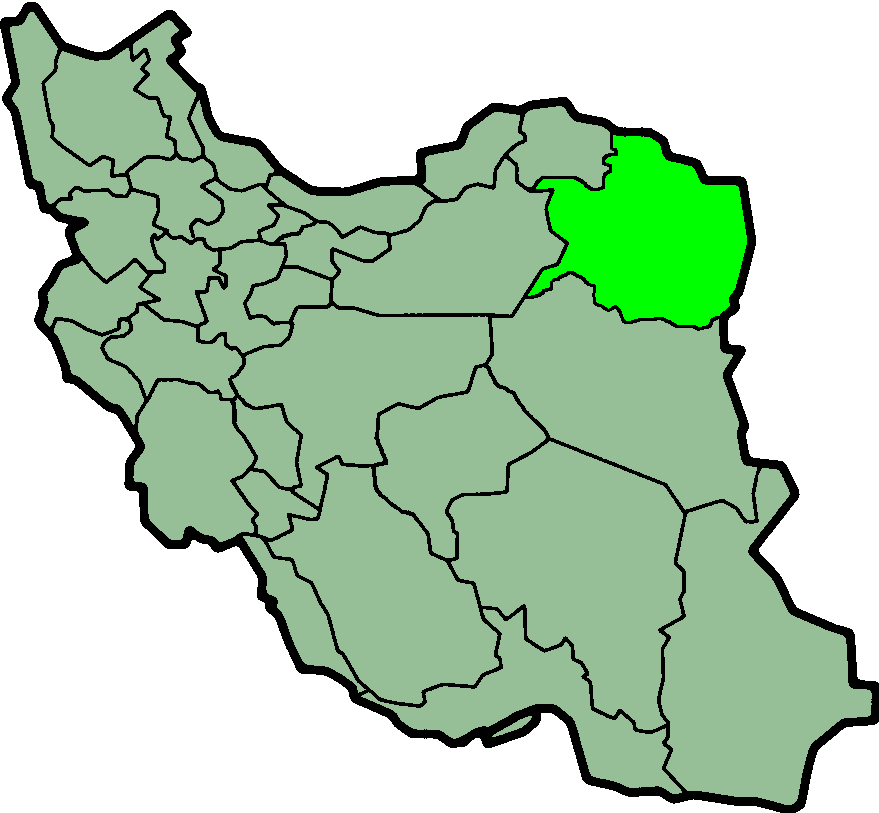
Razavi Horászán tartomány elhelyezkedése Iránban

Razavi Horászán tartomány (perzsául استان خراسان رضوی [Ostân-e Ḫorâsân-e Rażavi]) Irán 31 tartományának egyike az ország északkeleti részén. Északnyugaton Észak-Horászán, északon és északkeleten Türkmenisztán, keleten Afganisztán, délen Dél-Horászán, délnyugaton Kermán, nyugaton pedig Szemnán tartomány határolja. Székhelye Meshed városa. Területe 129 949 km², lakossága 5 515 980 fő.

## Közigazgatási beosztás
Razavi Horászán tartomány 2021 novemberi állás szerint 32 megyére (sahrasztán) oszlik. Ezek: Badzsesztán, Bardaszkan, Csenárán, Dargaz, Dzsogatáj, Dzsovejn, Farimán, Firuze, Gonábád, Háf, Halilábád, Hósáb, Kalát, Kásmar, Kucsán, Meshed, Mah-Velát, Nisápur, Rosthár, Szabzevár, Szarahsz, Tájbád, Torbat-e Dzsám, Torbat-e Hejdarije, Binálud, Záve, Báharz, Dávarzan, Kuhszorh, Sestamad, Zeberhán,Golbahár.

## Fordítás
- Ez a szócikk részben vagy egészben  a(z)   استان‌های ایران című perzsa Wikipédia-szócikk ezen változatának fordításán alapul.  Az eredeti cikk szerkesztőit annak laptörténete sorolja fel. Ez a jelzés csupán a megfogalmazás eredetét és a szerzői jogokat jelzi, nem szolgál a cikkben szereplő információk forrásmegjelöléseként.